# Réseau interurbain des Hautes-Alpes
05 Voyageurs est l'ancienne centrale de mobilité du réseau de transport interurbain des Hautes-Alpes, le réseau Hautes-Alpes en car. Depuis septembre 2018, il est devenu le réseau Zou !.

## Historique
Depuis le 1er septembre 2009, le Conseil Général des Hautes-Alpes a fait le pari que le développement de l’offre de transport en commun était un enjeu de demain : renouvellement des lignes auprès des transporteurs indépendants sous forme de marché public et création de la centrale de mobilité 05 Voyageurs. Toutefois, il a fallu compter avec les spécificités géographiques des Hautes-Alpes, département qui possède le réseau routier le plus élevé de France, avec une altitude moyenne de l'ordre de 1 000 m.
05 Voyageurs, ouvert 7 jours sur 7 de 7 h à 19 h offre de larges plages d’appels. Plus qu’ailleurs les usagers ont besoin d’être rassurés sur le passage des cars. Le froid combiné à des arrêts qui peuvent être isolés font que les temps d’attente sont moins bien vécus. 
Les Services Réguliers à la Demande (SDR) sont des lignes virtuelles totalement intégrés aux lignes régulières. Leur principe : le car ne circule qu’à partir du moment où un usager en a fait la demande dans un délai de 36 h. Si l’objectif initial était d’éviter qu’aucun car ne circule à vide, les avantages du SRD se sont avérés multiples : 
- sécuriser l’usager qui dans un contexte de transport peu dense ne peut se permettre de manquer le car ⇒ le chauffeur possède son nom et son téléphone et se permet de le joindre en cas de besoin ;
- adapter la capacité du véhicule au nombre de personnes qui ont réservé ;
- avoir une démarche expérimentale ⇒ si le SRD ne rencontre pas de public, il ne sera pas déclenché et n’aura pas de coût pour l’AOT.

C'est un réseau de transporteurs exploitant des lignes régulières capable de mobiliser un nombre de véhicules important sur quelques weekends par an. Entre la Gare de Mont-Dauphin – Guillestre et la station de Vars jusque 1 000 usagers sont transportés par jour les samedis des vacances de février contre aucun passager en période d’intersaison. 
Du matériel est embarqué sous forme de tablette PC intégrant une connexion GSM/GPRS et un lecteur laser pour lire les codes-barres et accompagné d’une imprimante portable liée par connexion bluetooth. La mobilité de ce matériel a permis de répondre à la problématique des transporteurs « station » dont les cars  affectés à la ligne régulière tournent la majeure partie de l’année en occasionnel. L’impression à bord avec transmission en temps réel des données d’usage et de vente permet de garantir une vitesse commerciale acceptable, de sécuriser les recettes et d’obtenir des statistiques d’usage.
À partir de septembre 2018, la région rassemble ses réseaux de transports sous une bannière unique : ZOU ! Cette nouvelle marque régionale s’étend à l’ensemble du territoire.

## Chiffres
- 40 000 appels / an, jusque 580 appels/jour
- 70 % du CA réalisé sur les quatre mois d’hiver (décembre, janvier, février, mars)
- 100 000 titres de transports vendus par an
- Briançon – Serre Chevalier : jusque 5 000 usagers/jour
- 35 lignes régulières
- 1 ligne transfrontalière desservant la Gare TGV de Oulx (Italie) au départ de Briançon et Montgenèvre
- 7 660 SRD réalisés entre le 1er septembre 2010 et le 31 août 2011